# امیلی کاکورز
امیلی کاکورز (به انگلیسی: Emily Kukors) (زادهٔ ۱۳ آوریل ۱۹۸۵) شناگر اهل ایالات متحده آمریکا است.